# 5688 Клівік
5688 Клівік (5688 Kleewyck) — астероїд головного поясу, відкритий 12 січня 1991 року.
Тіссеранів параметр щодо Юпітера — 3,385.